# Smilax cocculoides
Smilax cocculoides är en enhjärtbladig växtart som beskrevs av Otto Warburg. Smilax cocculoides ingår i släktet Smilax och familjen Smilacaceae. Inga underarter finns listade.